# Немоляева, Анастасия Николаевна
Анастаси́я Никола́евна Немоля́ева (род. 30 июня 1969, Москва) — советская и российская актриса театра и кино, художник, дизайнер.

## Биография
Родилась 30 июня 1969 года в Москве в семье оператора Николая Немоляева — родного брата актрисы Светланы Немоляевой. Дед — кинорежиссёр Владимир Немоляев, бабушка всю жизнь проработала звукооператором на «Мосфильме».
В детстве увлекалась рисованием, вышиванием, клеила игрушки, расписывала кухонные доски масляными красками. Активно снималась в кино в подростковом возрасте.
В 1991 году окончила ГИТИС (мастерская М. Захарова). С 1995 по 1999 играла в театре на Малой Бронной.

## Карьера
Анастасия Немоляева дебютировала в кино в 1980 году в фильме «Старый Новый год». Ей тогда было всего 11 лет. В том же году снялась в картинах «Три года». Когда Насте было 13 лет, снялась в картине «Нас венчали не в церкви». Настоящую популярность и всенародную любовь ей принесла роль в культовом фильме «Курьер». Немоляева сыграла профессорскую дочку Катю Кузнецову, которая становится подругой юного бунтаря Ивана. Интересно, что Настя и Федор учились вместе в одном классе, и фото юноши актриса по собственной инициативе принесла на «Мосфильм». После выхода картины на Немоляеву обрушилась популярность. Поклонники слали ей письма пачками, дежурили под окнами. Звезде приходилось прятаться от ухажеров, которые, к негодованию соседей, пели серенады каждую ночь.

### Личная жизнь
- Муж — Вениамин Скальник (Цутому Исидзима), наполовину японец, наполовину русский, знает оба языка и имеет два гражданства; театральный режиссёр.
- Дочери:
  - Евдокия,
  - София и
  - Ефросинья.

## Фильмография
| Год  |    | Название                  | Роль                     |
| ---- | -- | ------------------------- | ------------------------ |
| 1980 | ф  | Старый Новый год          | Лиза Себейкина           |
| 1980 | тф | Три года                  | Сашенька                 |
| 1982 | ф  | Нас венчали не в церкви   | девочка во дворе Губина  |
| 1983 | ф  | Мы из джаза               | девочка у граммофона     |
| 1985 | ф  | Дайте нам мужчин!         | Наташа Павлова           |
| 1986 | ф  | Курьер                    | Катя Кузнецова           |
| 1987 | ф  | Время летать              | Надя                     |
| 1987 | ф  | Следопыт                  | Мейбл                    |
| 1987 | ф  | Старая азбука             | Имя персонажа не указано |
| 1989 | ф  | Интердевочка              | Лялька                   |
| 1990 | тф | Арбатский мотив           | Катя                     |
| 1990 | ф  | Место убийцы вакантно…    | Имя персонажа не указано |
| 1990 | ф  | Моя морячка               | Маша                     |
| 1991 | ф  | Жена для метрдотеля       | Даша                     |
| 1991 | ф  | Цареубийца                | медсестра                |
| 1992 | ф  | Сны о России              | Татьяна                  |
| 1994 | ф  | Маэстро вор               | Маша                     |
| 1994 | ф  | Я свободен, я ничей       | Маша                     |
| 1995 | ф  | Мещерские                 | Натали Станкевич         |
| 2003 | ф  | Бальное платье            | Нина Викторовна          |
| 2006 | ф  | Перегон                   | Зарева                   |
| 2007 | ф  | Танец живота              | Нина                     |
| 2009 | ф  | Переправа                 | Марфа Иванова            |
| 2011 | с  | Охотники за бриллиантами  | Татьяна Викторовна       |
| 2021 | ф  | Майор Гром: Чумной Доктор | Елена Прокопенко         |
| 2024 | ф  | Майор Гром: Игра          | Елена Прокопенко         |